# Wijken en buurten in Weert
De Nederlandse gemeente Weert is voor statistische doeleinden onderverdeeld in wijken en buurten. De gemeente is verdeeld in de volgende statistische wijken:
- Wijk 01 Boshoven (CBS-wijkcode:098801)
- Wijk 02 Laar en Hushoven (CBS-wijkcode:098802)
- Wijk 03 Molenakker en Kampershoek (CBS-wijkcode:098803)
- Wijk 11 Weert-Centrum (CBS-wijkcode:098811)
- Wijk 12 Biest (CBS-wijkcode:098812)
- Wijk 13 Groenewoud (CBS-wijkcode:098813)
- Wijk 14 Fatima (CBS-wijkcode:098814)
- Wijk 21 Keent (CBS-wijkcode:098821)
- Wijk 22 Moesel (CBS-wijkcode:098822)
- Wijk 23 Graswinkel (CBS-wijkcode:098823)
- Wijk 24 Leuken (CBS-wijkcode:098824)
- Wijk 25 Kazernelaan (CBS-wijkcode:098825)
- Wijk 31 Altweerterheide (CBS-wijkcode:098831)
- Wijk 32 Tungelroy (CBS-wijkcode:098832)
- Wijk 33 Swartbroek (CBS-wijkcode:098833)
- Wijk 34 Stramproy (CBS-wijkcode:098834)

Een statistische wijk kan bestaan uit meerdere buurten. Onderstaande tabel geeft de buurtindeling met kentallen volgens het Centraal Bureau voor de Statistiek (2008):
| CBS-buurtcode | Buurtnaam                              | Inwonertal | Opp. totaal (ha) | Opp. land (ha) | Ligging                |
| ------------- | -------------------------------------- | ---------- | ---------------- | -------------- | ---------------------- |
| BU09880101    | Boshoven-Vrakker                       | 5140       | 102              | 102            | Locatie in de gemeente |
| BU09880102    | Oud-Boshoven                           | 1520       | 135              | 134            | Locatie in de gemeente |
| BU09880103    | Centrum-Noord                          | 210        | 52               | 50             | Locatie in de gemeente |
| BU09880104    | Boshoven buitengebied                  | 200        | 1272             | 1262           | Locatie in de gemeente |
| BU09880105    | Industrieterrein Boshoverheide         | 10         | 610              | 598            | Locatie in de gemeente |
| BU09880201    | Laar                                   | 590        | 15               | 15             | Locatie in de gemeente |
| BU09880202    | Hushoven                               | 320        | 99               | 99             | Locatie in de gemeente |
| BU09880203    | Laar en Hushoven buitengebied          | 450        | 439              | 439            | Locatie in de gemeente |
| BU09880301    | Molenakker                             | 3370       | 113              | 108            | Locatie in de gemeente |
| BU09880302    | Kampershoek                            | 0          | 110              | 106            | Locatie in de gemeente |
| BU09881101    | Weert-Centrum                          | 2200       | 45               | 43             | Locatie in de gemeente |
| BU09881102    | Maaspoort                              | 1610       | 44               | 44             | Locatie in de gemeente |
| BU09881201    | Biest                                  | 2350       | 58               | 58             | Locatie in de gemeente |
| BU09881301    | Groenewoud-Noord                       | 1930       | 36               | 36             | Locatie in de gemeente |
| BU09881302    | Groenewoud-Zuid                        | 1870       | 48               | 48             | Locatie in de gemeente |
| BU09881401    | Fatima                                 | 1640       | 30               | 29             | Locatie in de gemeente |
| BU09881402    | Industrieterrein Fatima                | 290        | 35               | 34             | Locatie in de gemeente |
| BU09882101    | Keent                                  | 4400       | 88               | 88             | Locatie in de gemeente |
| BU09882102    | Keent buitengebied                     | 250        | 185              | 185            | Locatie in de gemeente |
| BU09882201    | Moesel                                 | 3620       | 77               | 77             | Locatie in de gemeente |
| BU09882202    | Moesel buitengebied                    | 290        | 419              | 419            | Locatie in de gemeente |
| BU09882301    | Graswinkel                             | 2720       | 65               | 65             | Locatie in de gemeente |
| BU09882401    | Leuken                                 | 3340       | 102              | 102            | Locatie in de gemeente |
| BU09882402    | Industrieterrein Leuken                | 120        | 120              | 116            | Locatie in de gemeente |
| BU09882403    | Leuken buitengebied                    | 250        | 432              | 432            | Locatie in de gemeente |
| BU09882501    | Kazernelaan                            | 1500       | 246              | 232            | Locatie in de gemeente |
| BU09882502    | Industrieterrein Boshoverbeek-Lozerweg | 60         | 84               | 77             | Locatie in de gemeente |
| BU09883101    | Altweerterheide                        | 570        | 19               | 19             | Locatie in de gemeente |
| BU09883102    | Altweerterheide buitengebied           | 590        | 2754             | 2736           | Locatie in de gemeente |
| BU09883201    | Tungelroy                              | 690        | 22               | 22             | Locatie in de gemeente |
| BU09883202    | Tungelroy buitengebied                 | 340        | 664              | 663            | Locatie in de gemeente |
| BU09883301    | Swartbroek                             | 470        | 16               | 16             | Locatie in de gemeente |
| BU09883302    | Swartbroek buitengebied                | 400        | 792              | 786            | Locatie in de gemeente |
| BU09883401    | Stramproy                              | 4310       | 245              | 245            | Locatie in de gemeente |
| BU09883402    | Stramproy buitengebied                 | 660        | 971              | 967            | Locatie in de gemeente |